# 風間康静
風間 康静（かざま こうじょう、1960年（昭和35年）12月23日 - ）は、日本の政治家。元宮城県白石市長（3期）。

## 来歴
宮城県白石市出身。1983年（昭和58年）3月、立正大学仏教学部卒業。1991年（平成3年）4月、学校法人ひかり幼稚園の副園長に就任。市内柳町にある妙見寺の副住職も兼ねている。
2004年（平成16年）10月31日に行われた白石市長選挙に無所属で出馬し初当選。なお同選挙においては電子投票が実施された。11月14日、市長就任。
2008年（平成19年）10月26日に行われた市長選で2期目の当選。
2012年（平成24年）10月28日に行われた市長選で市議の沼倉昭仁を破り3期目の当選（風間：9,293票、沼倉：8,607票）。投票率は58.91％だった。